# Armstrong (Misuri)
Armstrong es una ciudad ubicada en el condado de Howard en el estado estadounidense de Misuri. En el Censo de 2010 tenía una población de 284 habitantes y una densidad poblacional de 133,72 personas por km².

## Geografía
Armstrong se encuentra ubicada en las coordenadas 39°16′9″N 92°42′15″O / 39.26917, -92.70417. Según la Oficina del Censo de los Estados Unidos, Armstrong tiene una superficie total de 2.12 km², de la cual 2.12 km² corresponden a tierra firme y (0%) 0 km² es agua.

## Demografía
Según el censo de 2010, había 284 personas residiendo en Armstrong. La densidad de población era de 133,72 hab./km². De los 284 habitantes, Armstrong estaba compuesto por el 95.07% blancos, el 1.76% eran afroamericanos, el 2.11% eran amerindios, el 0% eran asiáticos, el 0% eran isleños del Pacífico, el 0% eran de otras razas y el 1.06% pertenecían a dos o más razas. Del total de la población el 0% eran hispanos o latinos de cualquier raza.